# 김연수 (작가)
김연수(金衍洙, 1970년~ )는 대한민국의 소설가이다.

## 생애
1970년 경상북도 김천에서 태어나 성균관대학교 영어영문학과를 졸업하였다. 대학 3학년인 1993년, 계간 《작가세계》 여름호에 시〈강화에 대하여〉외 4편을 발표하며 시인으로 등단하였고 이듬해인 1994년 장편소설 《가면을 가리키며 걷기》로 제3회 작가세계문학상을 수상하며 소설가로서 작품활동을 시작했다. 장편소설 《꾿빠이 이상》으로 2001년 동서문학상을 받았으며, 단편소설집 《내가 아직 아이였을 때》로 2003년 동인문학상을, 단편소설집 《나는 유령작가입니다》로 2005년 대산문학상을, 단편소설 〈달로 간 코미디언〉으로 2007년 황순원문학상을, 단편소설 〈산책하는 이들의 다섯가지 즐거움〉으로 2009년 이상문학상을 받았다. 대중음악평론가와 기자로도 활동하였으며, 2009년 개봉한 홍상수 감독의 영화《잘 알지도 못하면서》에 출연한 바 있다.

## 장편소설
- 《가면을 가리키며 걷기》 (세계사, 1994)
- 《7번국도》 (문학동네, 1997)
- 《꾿빠이 이상》 (문학동네, 2001)
- 《사랑이라니, 선영아》 (작가정신, 2003)
- 《네가 누구든 얼마나 외롭든》 (문학동네, 2007)
- 《밤은 노래한다》 (문학과 지성사, 2008)
- 《7번국도 REVISITED》(문학동네, 2010)
- 《원더보이》 (문학동네, 2012)
- 《파도가 바다의 일이라면》 (자음과모음, 2012)
- 《일곱 해의 마지막》 (문학동네, 2020)

## 소설집
- 《스무살》 (문학동네, 2000)
- 《내가 아직 아이였을 때》 (문학동네, 2002)
- 《나는 유령작가입니다》 (창작과 비평, 2005)
- 《세계의 끝 여자친구》 (문학동네, 2009)
- 《사월의 미, 칠월의 솔》 (문학동네, 2013)
- 《이토록 평범한 미래》 (문학동네, 2022)
- 《너무나 많은 여름이》 (레제, 2023)

## 산문집
- 《청춘의 문장들》 (마음산책) 2004년 5월 ISBN 978-89893515-5-9
- 《여행할 권리》 (창비) 2008년 5월 ISBN 978-89364714-3-9
- 《우리가 보낸 순간 : 소설》 (마음산책) 2010년 12월 ISBN 978-89609009-0-5
- 《우리가 보낸 순간 : 시》 (마음산책) 2010년 12월 ISBN 978-89609008-9-9
- 《지지 않는다는 말》 (마음의숲) 2012년 7월 ISBN 978-89927836-1-3
- 《소설가의 일》 (문학동네) 2014년 11월 ISBN 978-89546262-7-9
- 《언젠가, 아마도》 (컬처그라퍼) 2018년 7월 ISBN 978-89705996-9-4
- 《시절일기》 (레제) 2019년 7월 ISBN 979-11967220-0-5

공저
- 《대책 없이 해피엔딩》 (씨네21) 2010년 6월 ISBN 978-89932088-1-8
- 《나는 천천히 울기 시작했다》 (봄날의책) 2013년 11월 ISBN 978-89969979-4-8
- 《한국 작가가 읽은 세계문학》 (문학동네) 2013년 12월 ISBN 978-89546225-1-6
- 《눈먼 자들의 국가》 (문학동네) 2014년 10월 ISBN 978-89546260-7-1
- 《우리가 참 아끼던 사람》 (달) 2016년 1월 ISBN 979-11581602-2-7
- 《이것이 나의 도끼다》 (은행나무) 2017년 4월 ISBN 978-89566013-6-6
- 《이상문학상 대상작가의 자전적 에세이》 (문학사상) 2019년 3월 ISBN 978-89701294-8-8

## 역서
- 조지 쉬언, 《달리기와 존재하기》(한문화, 2003)
- 레이먼드 카버, 《대성당》(문학동네, 2007)
- 하 진, 《기다림》(시공사, 2007)